# Gauliga Württemberg 1938/39
Die Gauliga Württemberg 1938/39 war die sechste Spielzeit der Gauliga Württemberg im Fußball. Die Meisterschaft gewannen die Stuttgarter Kickers, denen sich zu dieser Runde Nationalspieler Edmund Conen angeschlossen hatte, mit sieben Punkten Vorsprung auf den Lokalrivalen und Titelverteidiger VfB Stuttgart. Die Kickers qualifizierten sich damit für die Endrunde um die deutsche Meisterschaft, wo sie als Vorrundenzweiter ausschieden. Die beiden letzten Plätze belegten die beiden Neulinge SpVgg Cannstatt und SV Feuerbach, mussten aber dennoch nicht absteigen, da die Spielklasse zur Runde 1939/40 kriegsbedingt in zwei Staffeln zu je sechs Mannschaften aufgeteilt wurde. In der Aufstiegsrunde setzten sich der VfL Sindelfingen und der VfR Aalen durch.

## Kreuztabelle
Die Kreuztabelle stellt die Ergebnisse aller Spiele dieser Saison dar. Die Heimmannschaft ist in der linken Spalte, die Gastmannschaft in der oberen Zeile aufgelistet.
| 1938/39                | Stuttgarter Kickers | VfB Stuttgart | 1. SSV Ulm | Union Böckingen | FV Ulm 1894 | Stuttgarter SC | Sportfreunde Stuttgart | FV Zuffenhausen | SpVgg Cannstatt | SV Feuerbach |
| ---------------------- | ------------------- | ------------- | ---------- | --------------- | ----------- | -------------- | ---------------------- | --------------- | --------------- | ------------ |
| Stuttgarter Kickers    |                     | 3:1           | 7:0        | 5:2             | 3:1         | 3:0            | 6:3                    | 5:0             | 3:0             | 5:2          |
| VfB Stuttgart          | 4:4                 |               | 2:0        | 2:0             | 2:1         | 1:0            | 2:1                    | 4:1             | 1:1             | 5:1          |
| 1. SSV Ulm             | 1:4                 | 1:1           |            | 3:3             | 2:0         | 2:0            | 5:1                    | 8:2             | 1:0             | 9:2          |
| Union Böckingen        | 2:3                 | 2:3           | 1:0        |                 | 2:1         | 2:0            | 2:0                    | 2:0             | 6:3             | 2:2          |
| FV Ulm 1894            | 0:5                 | 1:1           | 2:2        | 2:1             |             | 0:4            | 2:0                    | 1:3             | 5:0             | 2:1          |
| Stuttgarter SC         | 2:0                 | 6:3           | 2:0        | 0:0             | 1:2         |                | 0:8                    | 5:3             | 1:0             | 1:2          |
| Sportfreunde Stuttgart | 0:1                 | 3:0           | 0:0        | 5:2             | 3:8         | 2:2            |                        | 2:2             | 3:0             | 8:2          |
| FV Zuffenhausen        | 2:1                 | 3:2           | 0:1        | 4:1             | 0:3         | 0:3            | 3:2                    |                 | 0:1             | 3:1          |
| SpVgg Cannstatt        | 0:3                 | 2:3           | 0:2        | 0:2             | 0:0         | 2:2            | 1:0                    | 4:2             |                 | 4:1          |
| SV Feuerbach           | 3:6                 | 0:1           | 1:3        | 3:4             | 3:3         | 2:1            | 4:5                    | 1:1             | 2:4             |              |

## Abschlusstabelle
| Pl. | Verein                 | Sp. | S  | U | N  | Tore    | Quote | Punkte |
| --- | ---------------------- | --- | -- | - | -- | ------- | ----- | ------ |
| 1.  | Stuttgarter Kickers    | 18  | 15 | 1 | 2  | 067:230 | 2,91  | 31:50  |
| 2.  | VfB Stuttgart (M)      | 18  | 10 | 4 | 4  | 038:300 | 1,27  | 24:12  |
| 3.  | 1. SSV Ulm             | 18  | 9  | 4 | 5  | 040:280 | 1,43  | 22:14  |
| 4.  | Union Böckingen        | 18  | 8  | 3 | 7  | 036:360 | 1,00  | 19:17  |
| 5.  | FV Ulm 1894            | 18  | 7  | 4 | 7  | 034:330 | 1,03  | 18:18  |
| 6.  | Stuttgarter SC         | 18  | 6  | 5 | 7  | 030:320 | 0,94  | 17:19  |
| 7.  | Sportfreunde Stuttgart | 18  | 6  | 3 | 9  | 046:420 | 1,10  | 15:21  |
| 8.  | FV Zuffenhausen        | 18  | 6  | 2 | 10 | 029:470 | 0,62  | 14:22  |
| 9.  | SpVgg Cannstatt (N)    | 18  | 5  | 3 | 10 | 022:370 | 0,59  | 13:23  |
| 10. | SV Feuerbach (N)       | 18  | 2  | 3 | 13 | 033:670 | 0,49  | 07:29  |

| (M) | Titelverteidiger                 |
| (N) | Aufsteiger aus der Bezirksklasse |

## Aufstiegsrunde
Qualifiziert waren die sechs Abteilungsmeister aus der Fußball-Bezirksklasse Württemberg 1938/39.

### Gruppe Nord
Kreuztabelle
| 1938/39                | VfL Sindelfingen | HBR | ESS |
| ---------------------- | ---------------- | --- | --- |
| VfL Sindelfingen       |                  | 6:2 | 2:0 |
| SpVgg Heilbronn        | 0:1              |     | 5:0 |
| Sportfreunde Esslingen | 0:2              | 1:2 |     |

Abschlusstabelle
| Pl. | Verein                                                 | Sp. | S | U | N | Tore    | Quote | Punkte |
| --- | ------------------------------------------------------ | --- | - | - | - | ------- | ----- | ------ |
| 1.  | VfL Sindelfingen (Sieger Abteilung Stuttgart)          | 4   | 4 | 0 | 0 | 011:200 | 5,50  | 08:0   |
| 2.  | SpVgg Heilbronn (Sieger Abteilung Unterland)           | 4   | 2 | 0 | 2 | 009:800 | 1,13  | 04:40  |
| 3.  | Sportfreunde Esslingen (Sieger Abteilung Hohenzollern) | 4   | 0 | 0 | 4 | 001:110 | 0,09  | 0:80   |

### Gruppe Süd
Kreuztabelle
| 1938/39          | VfR Aalen | VfR Schwenningen | FC Lustenau 07 |
| ---------------- | --------- | ---------------- | -------------- |
| VfR Aalen        |           | 1:1              | 1:0            |
| VfR Schwenningen | 1:2       |                  | 4:4            |
| FC Lustenau 07   | 1:2 a     | 0:3              |                |

Abschlusstabelle
| Pl. | Verein                                                | Sp. | S | U | N | Tore    | Quote | Punkte |
| --- | ----------------------------------------------------- | --- | - | - | - | ------- | ----- | ------ |
| 1.  | VfR Aalen (Sieger Abteilung Alb)                      | 4   | 3 | 1 | 0 | 006:300 | 2,00  | 07:10  |
| 2.  | VfR Schwenningen (Sieger Abteilung Schwarzwald)       | 4   | 1 | 2 | 1 | 009:700 | 1,29  | 04:40  |
| 3.  | FC Lustenau 07 (Sieger Abteilung Bodensee-Vorarlberg) | 4   | 0 | 1 | 3 | 005:100 | 0,50  | 01:70  |